# Уразаєво (Балтачевський район)
Ураза́єво (рос. Уразаево, башк. Уразай) — присілок у складі Балтачевського району Башкортостану, Росія. Входить до складу Староянбаєвської сільської ради.
Населення — 420 осіб (2010; 452 2002).
Національний склад:
- татари — 55 %
- башкири — 44 %